# Zawodnica świerkowa
Zawodnica świerkowa, piłecznica świerkowa (Pristiphora abietina) – gatunek błonkówki z rodziny pilarzowatych.

## Zasięg występowania
Gatunek szeroko rozpowszechniony w Europie. Notowany w Austrii, Belgii, Bułgarii, w Chorwacji, Czechach, Danii, Estonii, Finlandii, we Francji (łącznie z Korsyką), w Holandii, Irlandii, Luksemburgu, na Łotwie, w Niemczech, Polsce, Rumunii, na Słowacji,  w Szwajcarii, na Ukrainie, Węgrzech, w Wielkiej Brytanii i we Włoszech.

## Budowa ciała
Gąsienice osiągają 15 mm długości. Są one ubarwione zielonkawo, zaś głowa jest żółtawa bądź brązowawa. 

## Biologia i ekologia
Gatunek szeroko rozpowszechniony, lokalnie liczny, związany z drzewami z rodzajów świerk i jodła, uznawany za szkodnika świerka pospolitego. Larwy żerują gromadnie, w maju i czerwcu, na młodych, tegorocznych igłach, zazwyczaj w szczytowej części rośliny. W przypadku licznego wystąpienia ich żerowanie może doprowadzić do zniekształcenia pokroju, lub nawet śmierci drzewa. 